# Elfte söndagen efter trefaldighet
Elfte söndagen efter trefaldighet är en av söndagarna i "kyrkans vardagstid".
Den infaller 19 veckor efter påskdagen. Den liturgiska färgen är grön.
Temat för dagens bibeltexter enligt evangelieboken är Tro och liv:, och en välkänd text är från Romarbrevet där Paulus ger uttryck för en allmängiltig självinsikt:
Det goda som jag vill, det gör jag inte, men det onda som jag inte vill, det gör jag.

## Svenska kyrkan

### Texter
Söndagens tema enligt 2003 års evangeliebok är Tro och liv. De bibeltexter som används för att belysa dagens tema är:
| Första årgången                                            | Andra årgången                                              | Tredje årgången                                               | Psaltarpsalm       |
| Jesaja 2:12-17 Romarbrevet 3:21-28 Lukasevangeliet 18:9-14 | Amos 5:21-24 Romarbrevet 7:14-25 Matteusevangeliet 21:28-31 | Jesaja 1:10-17 Jakobsbrevet 1:22-25 Matteusevangeliet 23:1-12 | Psaltaren 143:6-10 |

### Fotnoter
1. ↑  ”Elfte söndagen efter trefaldighet”. Svenska kyrkan. https://www.svenskakyrkan.se/troochandlighet/kyrkoarets-bibeltexter?helgdag=63. Läst 27 november 2015.
2. ↑   Den svenska psalmboken med tillägg. Stockholm: Verbum. 2005. sid. 1503–1506. Libris ht7wjxh8f3k4gcqk. ISBN 978-91-526-5515-3